# فيلي يالاستو
فيلي يالاستو (بالفنلندية: Ville Jalasto)‏ (19 أبريل 1986 بإسبو في فنلندا - ) هو لاعب كرة قدم فنلندي في مركز الدفاع. شارك مع منتخب فنلندا تحت 21 سنة لكرة القدم ومنتخب فنلندا لكرة القدم. أما مع النوادي، فقد لعب مع نادي أوليسوند ونادي ستابك ونادي هلسنكي وهونكا.

## وصلات خارجية
- فيلي يالاستو على موقع IMDb (الإنجليزية)

- فيلي يالاستو على موقع الاتحاد الدولي (مؤرشف)  (الإنجليزية)
- فيلي يالاستو على موقع الاتحاد الأوربي (الإنجليزية)
- فيلي يالاستو على موقع قاعدة بيانات كرة القدم.إي يو (الإنجليزية)
- فيلي يالاستو على موقع ناشيونال فوتبول تيمز (الإنجليزية)
- فيلي يالاستو على موقع Soccerway.com (الإنجليزية)
- فيلي يالاستو على موقع عالم كرة القدم.نت (الإنجليزية)